# Omoa
Omoa es un municipio del departamento de Cortés en la República de Honduras.

## Toponimia
Los lugareños llamaban al sitio Camoa.

## Límites
Omoa está situado al oeste de la ciudad de Puerto Cortés, ambos en el departamento de Cortés en la República de Honduras.
| Orientación | Límite                              |
| ----------- | ----------------------------------- |
| Norte       | Mar Caribe                          |
| Sur         | Municipio de San Pedro Sula, Cortés |
| Este        | Municipio de Puerto Cortés, Cortés  |
| Este        | Municipio de Choloma, Cortés        |
| Oeste       | República de Guatemala              |

Tiene una extensión de 393.7 km²
Las ciudades cercanas más grandes son: San Pedro Sula a 29.62 km y Tegucigalpa la capital de Honduras a 206.56 km. El territorio es de 69 km de ancho y 64 km de largo, rodeado por los ríos: Motagua, Omoa, Cuyamel, Tegucigalpita y Chiquito.

## Historia

### Colonización europea

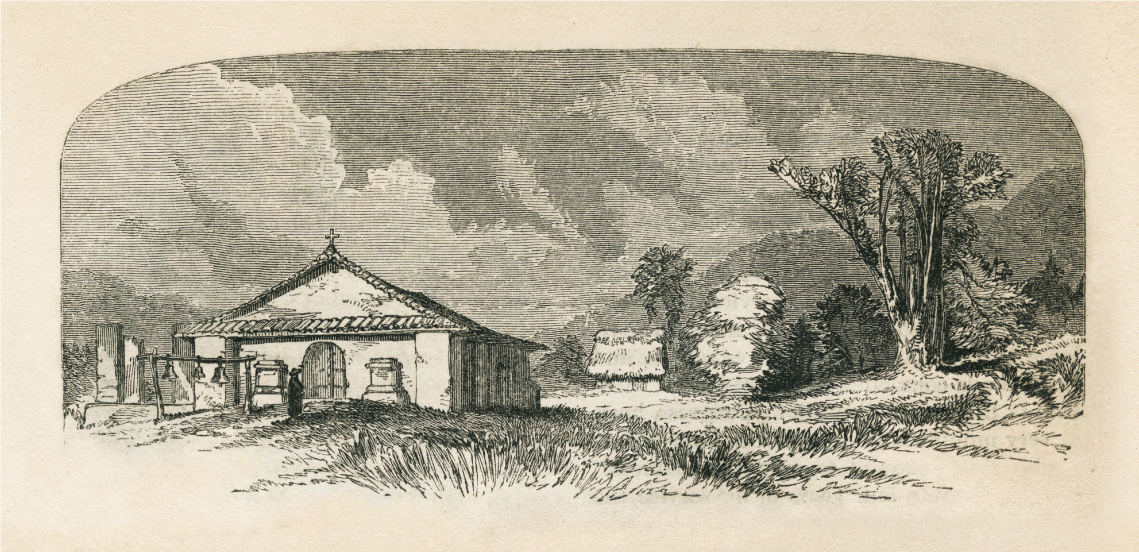
Un grabado de 1856 que muestra la iglesia colonial del pueblo.

En 15 de julio de 1536 las autoridades españolas localizadas en Guatemala necesitaban un lugar seguro y de fácil acceso para el embarco y desembarco de mercadería entre España y los puntos clave de Centroamérica. Fue por eso que estos salieron en busca de un lugar seguro que encontraron en Omoa. Fue así como en 1752 se fundó el puerto de Omoa con el nombre de Camoa, nombre que le duró al municipio hasta 1795, cuando se le dio el nombre actual. 
Luego de su fundación, Omoa se convirtió en un puerto no solamente seguro y de fácil acceso, sino también muy importante por mucho tiempo de la colonización. Sin embargo, esa importancia se fue perdiendo por un par de razones: la destrucción del municipio en un par de ocasiones por incendios, y finalmente la construcción de Puerto Cortés o Puerto Caballos como era llamada en tiempos coloniales, al este y muy cercano a Omoa. Esto último terminó por sellar la suerte de Omoa, convirtiéndolo en un pequeño poblado de atracción meramente turística o de pescadores.
En 1779 tropas británicas se apoderaron de la Fortaleza de San Fernando de Omoa. En el siglo XIX también hubo otra toma de la fortaleza a cargo de insurrectos realistas contra el Estado de Honduras conocida como guerra civil de Honduras (1831-1832), en un intento de reunificación con España; Este último hecho debido a una decepción de parte de la población con el nuevo orden político y la fragmentación caótica de la Federación Centroamericana.
Durante el Imperio Español, negros de Belice (conocida entonces como Walix) se habían refugiado en Omoa, y fue debido a la guerra anglo-española (1796–1802) que las autoridades no pudieron regresarlos a territorio Inglés como era costumbre, entonces las autoridades de Omoa resolvieron en darles los derechos propios de los negros según la ley castellana, razón por la cual muchos grupos afrodescendientes en la zona mantuvieron una lealtad generalizada durante décadas hacia la Corona española así como grupos indígenas que gozaban de bajos y a veces nulos impuestos y libertades jurídicas que les permitían a sus élites ser reconocidos como nobles bajo el régimen monárquico español, gracias a estos factores una pequeña guarnición de origen español acompañada de negros e indios fue liderada por el general Vicente Domínguez, de origen mexicano y monarquista que protagonizó la toma de la fortaleza de San Fernando de Omoa en una confrontación armada contra el gobierno que perdió contra el general Francisco Morazán.
Durante los primeros años de la República hondureña, Omoa funcionó como base de operaciones de las Fuerzas Armadas de Honduras tal y como lo había hecho en el periodo colonial. Aquí se estableció el Comandante General Juan José Morales, hombre de confianza de Francisco Ferrera; Morales era a su vez, natural de Omoa.  

## Población
Omoa contaba para el año 2015 con unos 47.286 pobladores distribuidos entre más de 26 aldeas y 80 caseríos.

## Economía

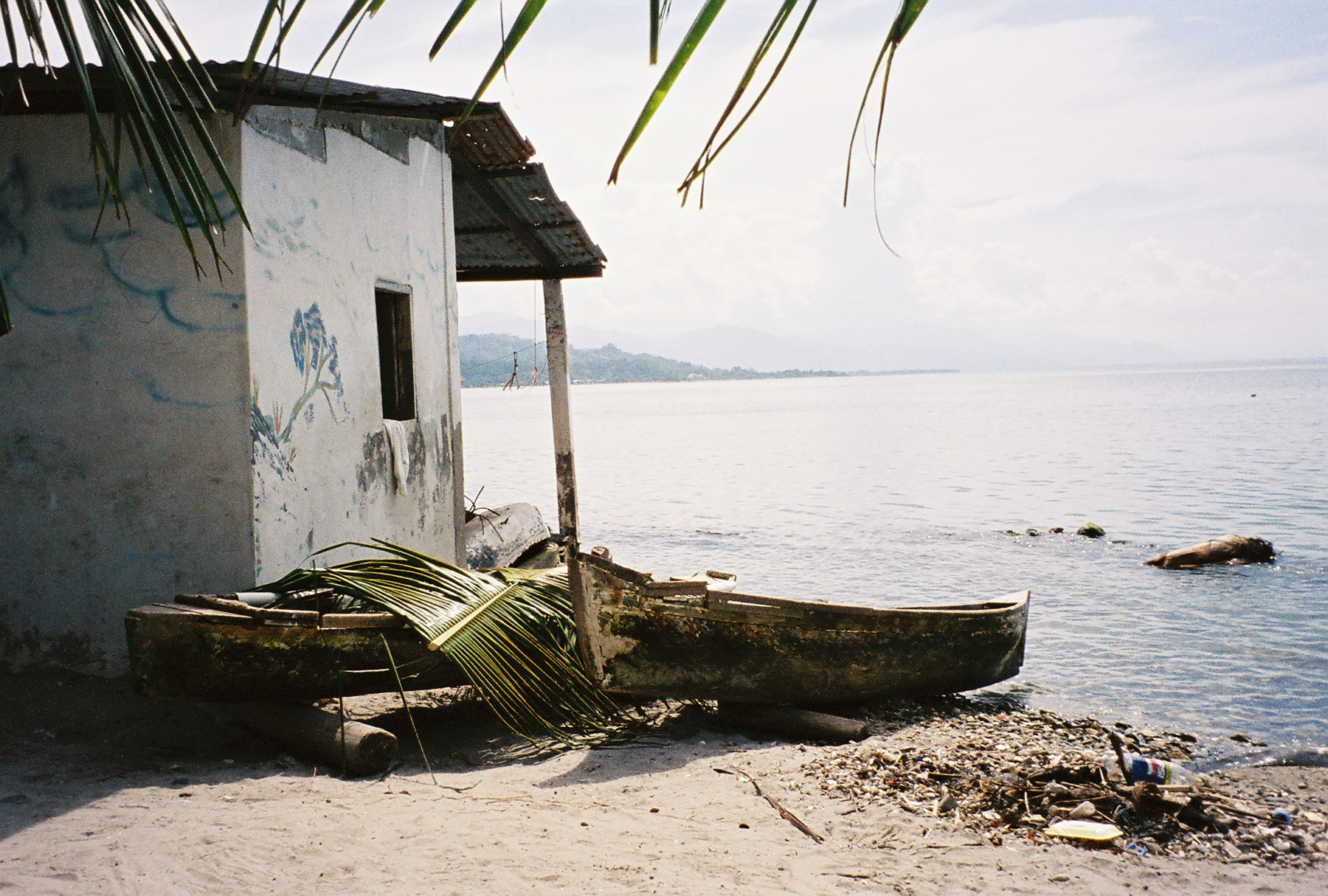
Casa de pescador en Omoa

La economía de Omoa se mantiene primordialmente activa, a base de la pesca de sus pobladores. En el municipio se encuentran unos 600 pescadores nativos, que cuentan con unas 400 embarcaciones. Estos llegan a capturar unas 220 mil libras de pescado.
Anteriormente se cultivaba cacao y en su oportunidad los cultivos cítricos de naranja eran aprovechados para ser vendidos en comercios nacionales y en el extranjero. Muchos de los pobladores del municipio de Omoa se dedican a la agricultura donde predominan el cultivo de granos básicos: maíz, frijol y arroz.
Mientras, otros habitantes, se dedican a la ganadería. actualmente es un municipio con mucha prosperidad pues se ha abierto el paso fronterizo de Corinto que ayuda al comercio con Guatemala y ayudando a los pobladores del sector, pero las comunidades de Potrerillos y Cuyamelito quedaron fuera del corredor de la autopista (C5) que estuvo en proyecto por las últimas 3 décadas y finalmente conecta Puerto Cortes con Puerto Barrios en Guatemala.

## Turismo

### Fortaleza de San Fernando

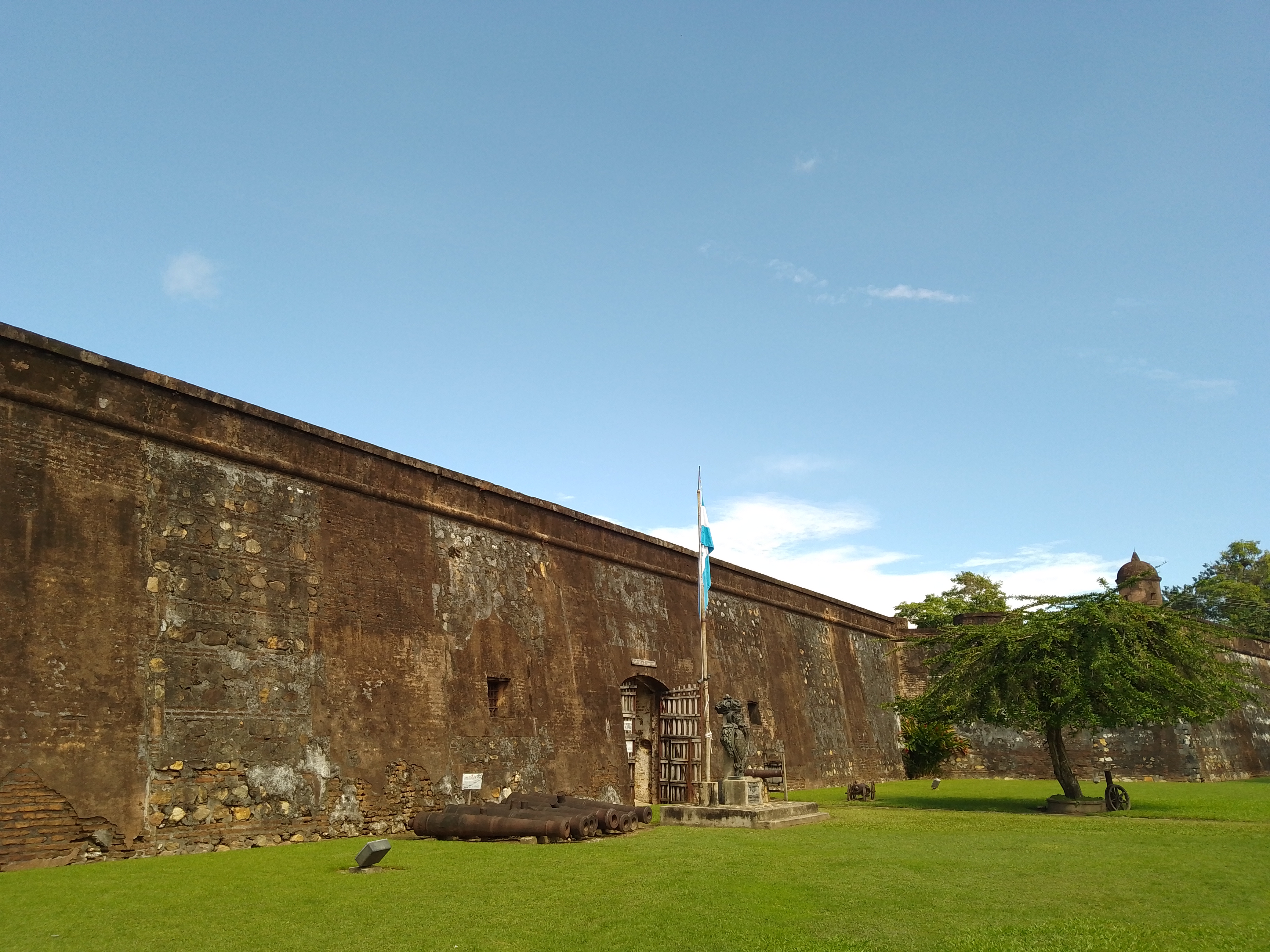
Entrada a la Fortaleza.

La fortaleza consiste en el más grande bastión español, que existe en la América Central y uno de los pocos en existencia en todo el continente americano. La fortaleza de Omoa fue construida por los españoles entre 1759 hasta 1778. Este testigo histórico tuvo como propósito primordial, protegerse de los piratas y asegurar que los cargamentos de plata provenientes de las minas provincianas de Honduras, con rumbo fijo hacia el reino de España. Durante su construcción, la fortaleza de San Fernando les sirvió a las autoridades coloniales, para liberar con buen suceso un par de batallas claves en contra de los mercenarios. No obstante, esta no se terminó de construir hasta que los piratas, habían dejado de existir. Después de la independencia de Honduras sucedida en 1821, el fuerte fue utilizado como prisión por las autoridades hondureñas, para después ser abandonado por un buen tiempo. 
Hoy en día el ‘Castillo’ como es llamado comúnmente en Honduras, es considerado un monumento histórico nacional y está abierto a los hondureños y turistas de todas partes. 

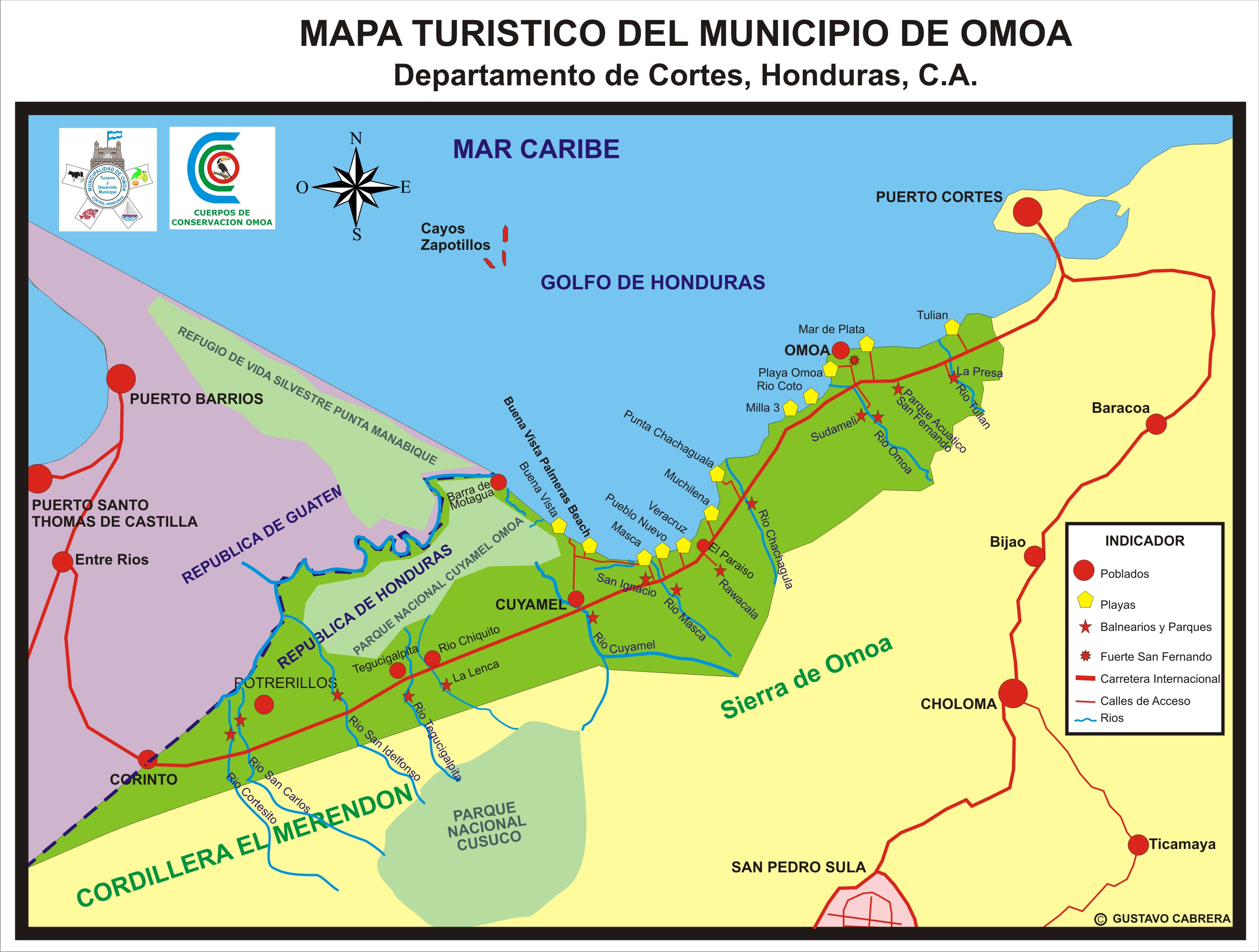
Mapa turístico de Omoa.
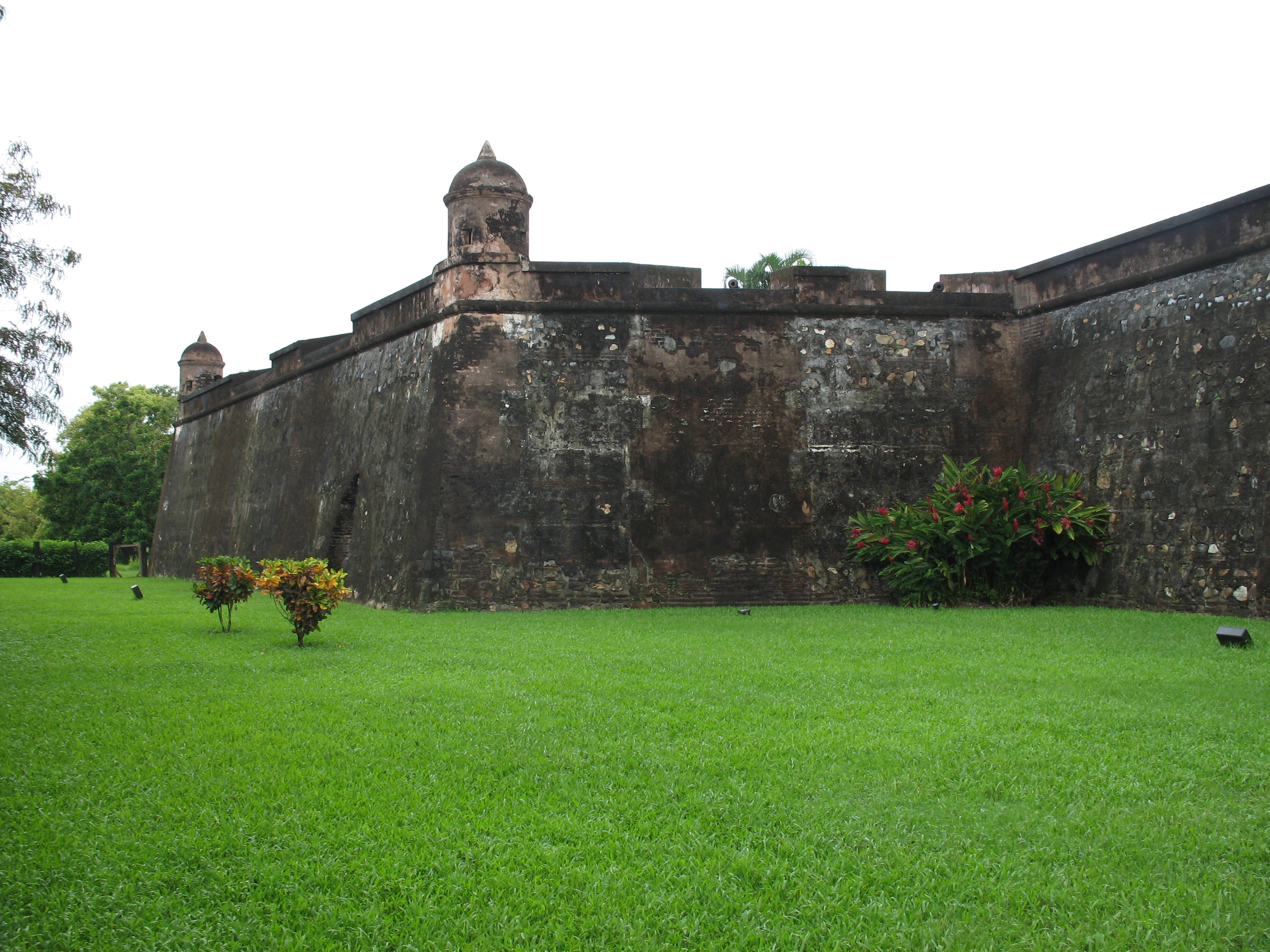
Fortaleza de San Fernando de Omoa.
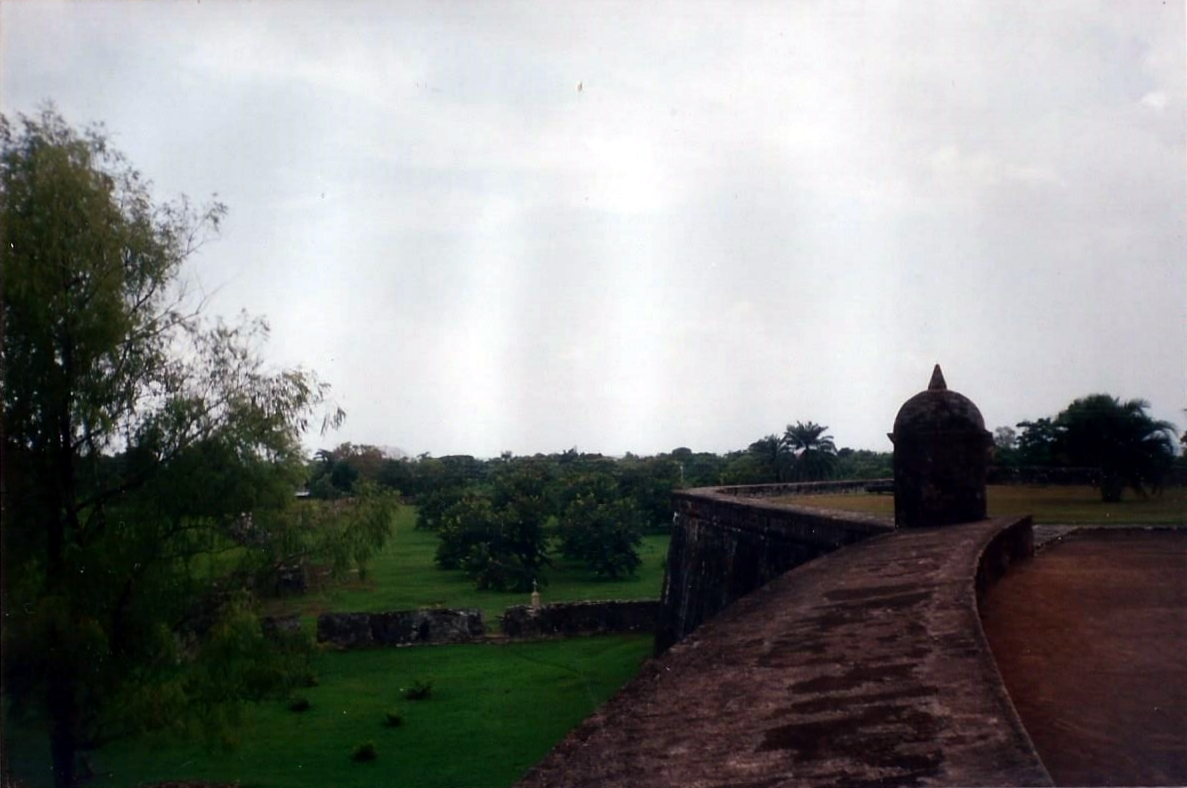
Fortaleza de San Fernando de Omoa.
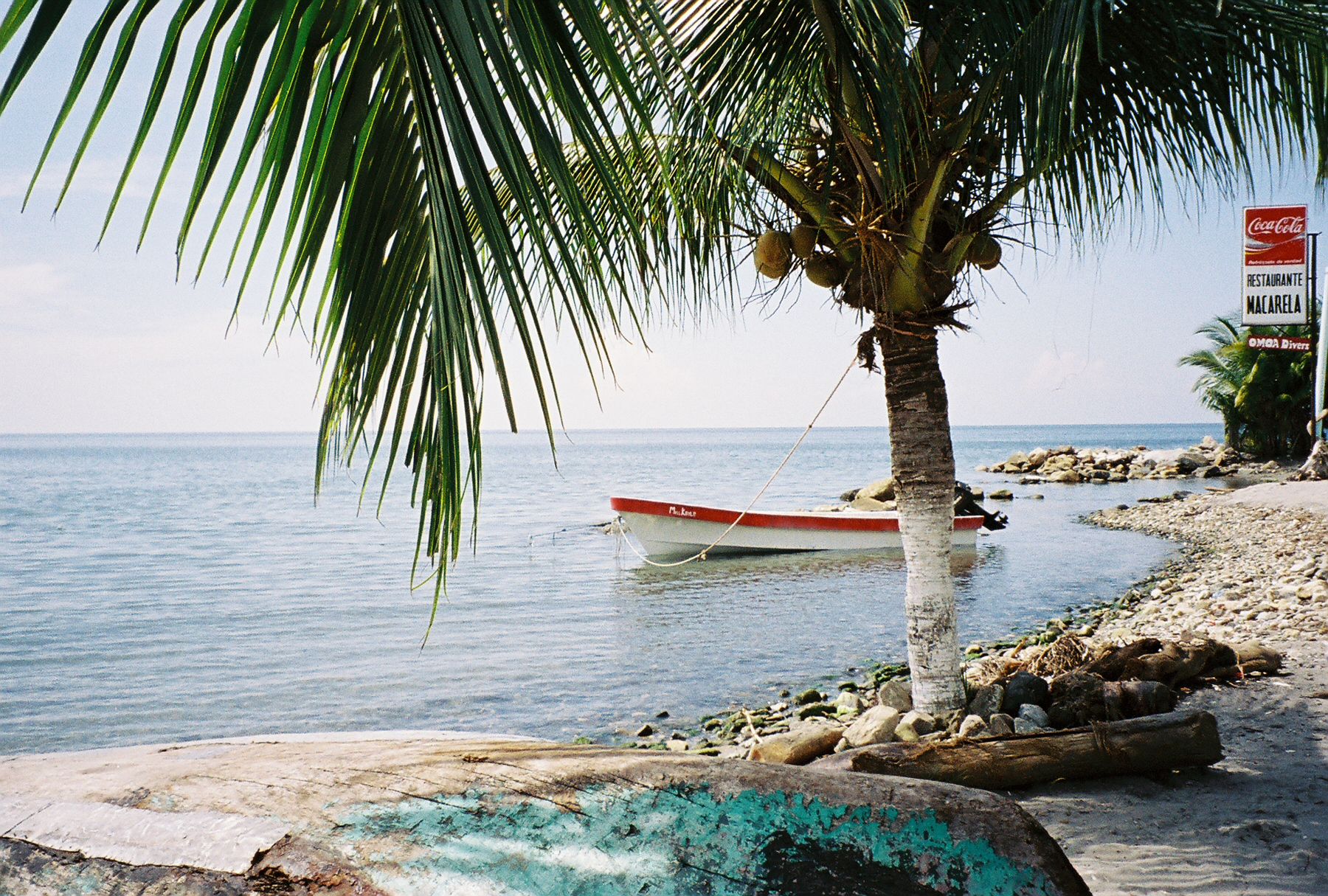
Canoas en Omoa
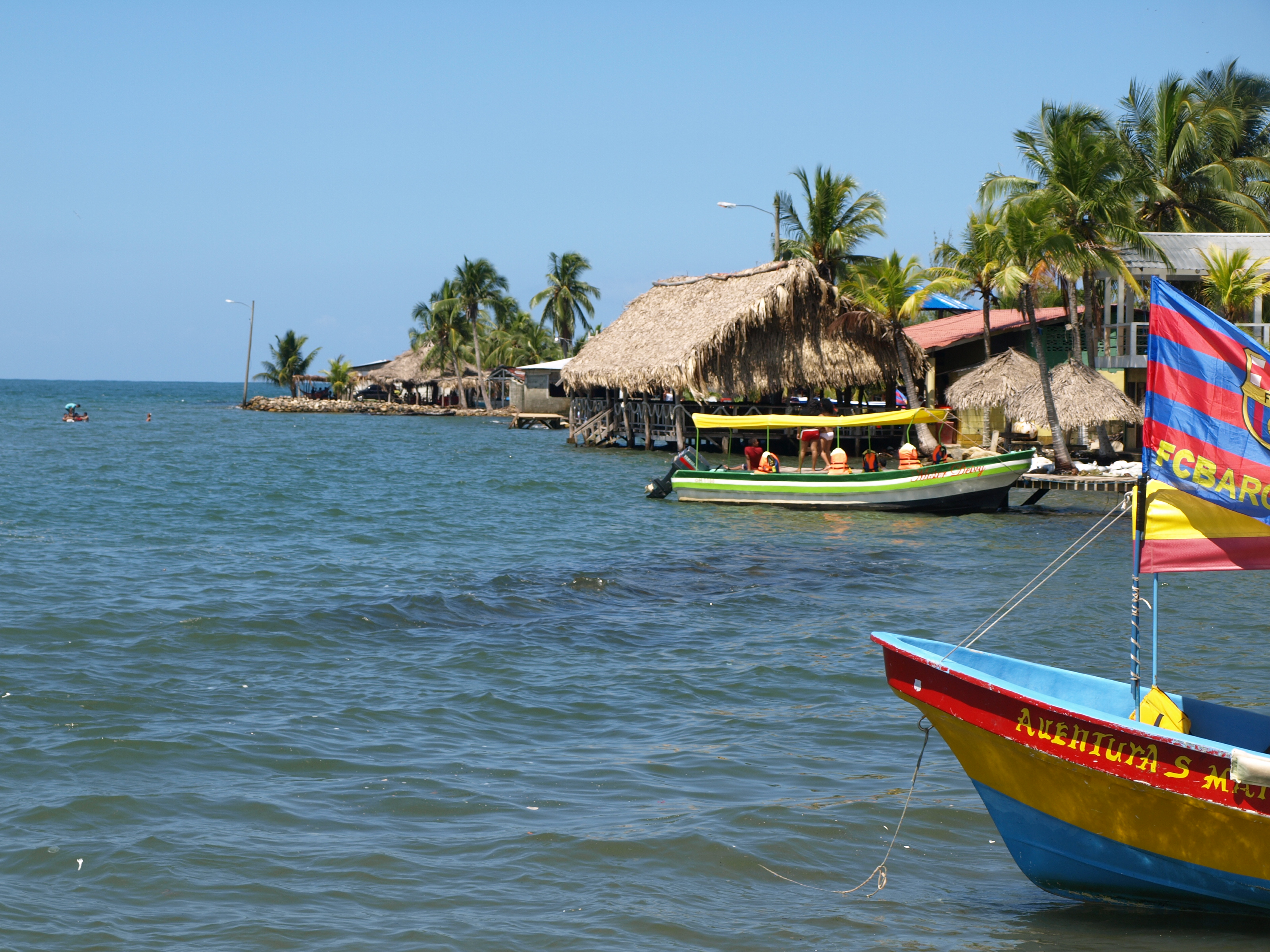
Enbarcaciones en la Bahía de Omoa
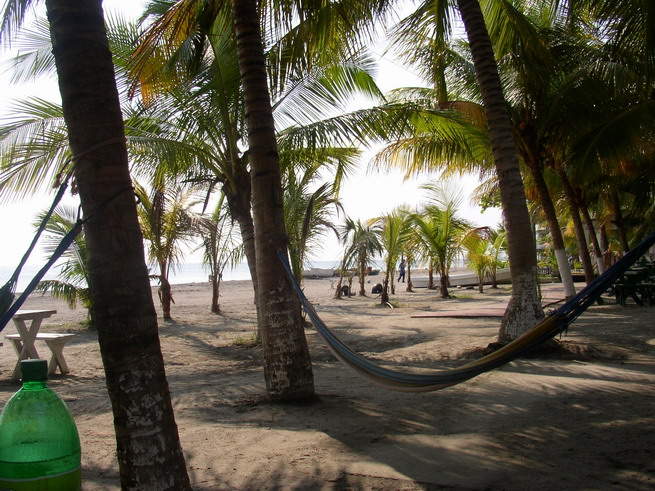
Palmeras en la playa

### Cordillera del Merendón
Copada de una espesa exótica vegetación y fauna es otro atractivo turístico.

### Playas
Las cálidas y tranquilas playas de blanca arena, adornadas con palmeras, donde se pueden disfrutan tanto del buceo y otros deportes acuáticos.

## División Política

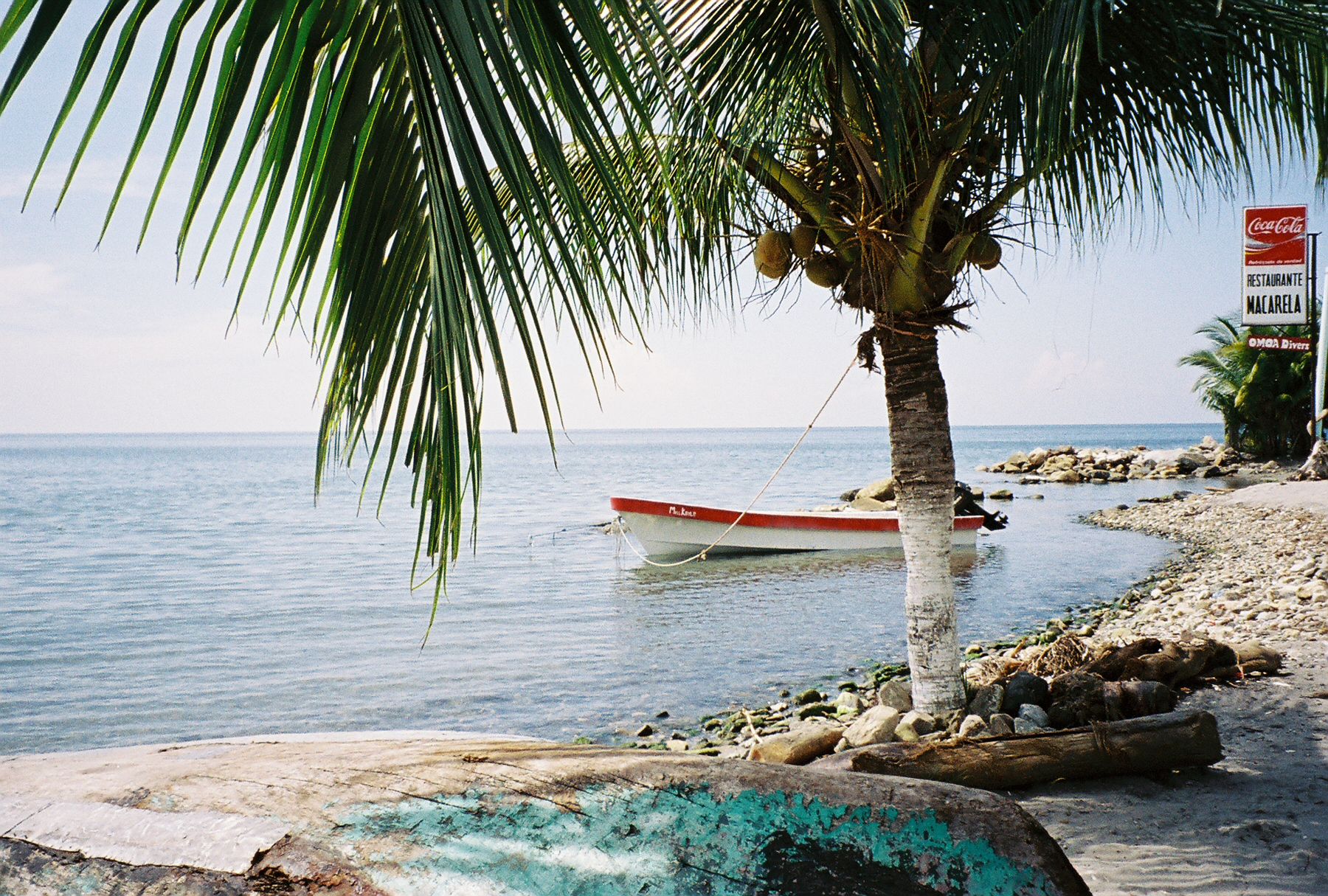
En Omoa se encuentran unos 600 pescadores nativos.

Aldeas: 28 (2013)

Caseríos: 148 (2013)
| Código | Aldea                            |
| ------ | -------------------------------- |
| 050301 | Omoa                             |
| 050302 | Barbas Cheles                    |
| 050303 | Barra de Cuyamel                 |
| 050304 | Barra del Motagua                |
| 050305 | Corinto                          |
| 050306 | Cortecito                        |
| 050307 | Cuyamel                          |
| 050308 | Cuyamelito                       |
| 050309 | Chachaguala o Col. Tegucigalpita |
| 050310 | Chivana                          |
| 050311 | El Paraíso                       |
| 050312 | La Camisa                        |
| 050313 | Los Laureles                     |
| 050314 | Masca                            |
| 050315 | Milla Cuatro                     |
| 050316 | Milla Tres                       |
| 050317 | Muchilena                        |
| 050318 | Nuevo Tulián                     |
| 050319 | Potrerillos                      |
| 050320 | Pueblo Nuevo                     |
| 050321 | Río Coto                         |
| 050322 | Río Chiquito                     |
| 050323 | San Carlos                       |
| 050324 | San José de Jalisco              |
| 050325 | Suyapa o García                  |
| 050326 | Tulián Campo                     |
| 050327 | Tegucigalpita                    |
| 050328 | Veracruz                         |
|        | Tulián Río                       |
|        | Las Flores                       |
|        | La Riviera                       |
|        | La Isleta Cocoon                 |
|        | La Venada                        |
|        | San Antonio                      |
|        | Col. Costa Rica                  |
|        | San Marcos                       |
|        | Milla Cinco                      |
|        | Aldea Las Flores                 |
|        | Puerto Escondido                 |
|        | Los Achiotes                     |
|        | Buena Vista                      |
|        | Quebrada García                  |